# Мали странац
Мали странац (енг. The Little Stranger) је британска филмска драма из 2018. године коју је режирао Лени Абрахамсон. Радња филма се дешава 1948. године и заплет прати доктора који посећује стару кућу у којој је радила његова мајка, али само открива мрачне тајне у кући.

## Синопсис
У Ворикширу, Доктор Фарадеј је позван да посети болесну слушкињу у једном дворцу. Слушкиња је признала да лаже у нади да ће је лекар послати кући. Дворац сада припада Родерику Аријесу, тешко рањеном ветерану Краљевског ратног ваздухопловства тешко повређеном у рату а негује га његова рођена сестра Керолајн. Др Фарадеј се сећа свог детињства 1919. године у посети кући, где је његова вољена мајка некада била слушкиња великој породици Аријес. Поломио је жира као сувенир док му се причињавала Суки, ћерка Аријеса. 
Др Фарадеј често се враћа тој кући како би обилазио Родерикове оштећене ноге експерименталном електролизом, што даје позитивне резултате. Позван је на вечеру, на којој присуствује неколико парова, заједно са ћерком млађег пара. Кроз вечер увече, Керолајнин пас немирно шета по соби избегавајући девојку, коначно нестајући иза застора.
У нади да ће се играти са њим, девојка прати пса, али он бауља, без икаквих назнака да је болестан. Др Фарадеј обавља хитну операцију а Керолајн се горко слаже да њен пас мора бити еутаназиран.
Након једног од својих бројних пића, Родерик је запалио библиотеку и одлучује да је напусти сутрадан, признајући да више није у могућности да води кућу. Керолајн пристаје да прода неискоришћену земљу за становање. Др Фарадеј води Керолајн на забаву и на повратку се љубе а он покушава ићи даље од тога. Керолајн га зауставља и бежи кући. Касније се доктор Фарадеј извињава и моли да почну другачије. Каже Керолајн да је одбио посао у Лондону да би био са њом, на њену велику љутњу.
У кући се јављају повремени звукови који алармирају Керолајн, госпођу Ајрес и слушкињу Бети. Звукови слуге чују а да их нико не звони. Сукијево име појављује се на дрвеним производима широм куће. Фарадеј покушава уверити Керолајн да је све случајност, ништа више. Комуникацијски уређај из цеви из 19. века који повезује празну дечју собу са кухињом такође почиње да звучи необјашњиво. Кад госпођа Ајрес оде горе да истражи, одједном се затвара у дечјој соби. Доживљавајући сеновите фигуре и необичне звукове који лупају, госпођа Ајрес, у жестоком покушају бега разбија прозоре, посекавши обе руке. Након што су је остали из домаћинства спасили из собе, она верује да је Сукин дух у близини и одувек је био. Она моли Фарадеја да одведе Керолајн из куће, желећи да остане сама са духом своје ћерке, али он то одбија. Такође открива да је госпођа Ајрес прекривена малим ранама, које је очигледно нанео љути Сукин дух.
Недуго затим, госпођа Ајрс се убија тако што је расекла зглобове стаклом са сломљеног оквира за слике. Родерик присуствује сахрани, опомињући Керолајн да напусти кућу како не би била следећа која ће умрети. У ноћи сахране, Фарадеј и невољна Керолајн планирају да се венчају за шест недеља. Касније, Фарадеј сматра да би чудне појаве у кући могле бити последица и активности духа у кући. Претпоставља се да би натприродни феномени могли бити резултат случајне, ненамерне телекинезе, што може бити активност коју је проузроковала жива особа (за разлику од мртве).
Керолајн на крају прекида свој ангажман за др. Фарадеја, инсистирајући да не жели бити удата за њега и изражавајући намеру да прода дворац и одсели се далеко. Керолајн тврди да њихова веза никада није била стварна, али Фарадеј инсистира на томе да је она само исцрпљена и да не размишља јасно.
Једне ноћи, Фарадеј има кућни позив за лечење ван радног места. Када коначно стигне кући, сазнаје да се Керолајн убила скочивши са другог спрата.
На упит о Керолајниној смрти, слушкиња јавља да се пробудила кад је чула да Керолајн иде горе да истражи чудан звук у ходнику, упркос томе што је цео спрат био празан и затворен. Такође извештава да је чула како Керолајн виче "Ти!" непосредно пре пада. Након што др. Фарадеј сведочи да је Керолајн ум несумњиво био "замагљен", мртвозорник проглашава смрт самоубиством. Суд се слаже.
Месецима касније, Фарадеј посећује испражњени Ајресов дом док је на продају, задржавши кључеве које му је Керолајн дала. Док напушта просторије, млади Фарадеј стоји на врху степеништа (где је пала Керолајн) и посматра га пре него што се повукао у мрак.

## Улоге
- Рут Вилсон као Керолајн
- Донал Глисон као доктор Фарадеј
- Вил Полтер као Родерик Ајрес
- Шарлот Ремплинг као госпођа Ајрес
- Лив Хил као Бети

## Критике
На сајту Ротен томејтоуз филм има оцену одобравања од 65% на основу 124 рецензије, са просечном оценом 6,2 / 10. Критични консензус веб странице гласи: „Ослањање малог странца на атмосферу може задовољити публику расположену за софистицирани ужас - док фрустрира оне који траже више узбуђења."
На подкасту Horror Movie Talk на прегледу хорор филма, филм је оцењен 4 од 10 извештавајући да је "то спор филм који се могао великодушно класификовати са око 5% хорора у себи. Мало је занимљив због људске драме али узбуђења и страха нема. "
На Метакритику филм има просек бодова 67 од 100, заснован на 36 критичара, што указује на „опште повољне критике“.